# کارولز داتر
کارولز داتر (انگلیسی: Carol's Daughter) یک برند زیبایی چند ملیتی آمریکایی است که دفتر مرکزی آن در شهر نیویورک قرار دارد.